# Josef Kohout (1734)
Josef Kohout (pokřtěn Prokop Pius Josef Kohout), příjmení psáno též Kohaut, Kohault (11. července 1734 Vídeň – 12. května 1777 Paříž) byl skladatel a loutnista českého původu.

## Život
Byl synem českého loutnisty a učitele hudby ve službách knížat ze Schwarzenbergu a z Esterházy. Byl mladším bratrem vídeňského skladatele Karla Kohouta. Působil jako skladatel a loutnista. Pro divadlo Comédie Italienne zkomponoval několik oper.
Největší úspěch získala jeho první opera, jednoaktovka Le Serrurier (Zámečník) na libreto A. F. Quétanta. Byla poprvé uvedena 20. prosince 1764 a tiskem vyšla v roce 1765. Byla uváděna ještě dalších pět let po premiéře a libreto bylo přeloženo do němčiny, nizozemštiny a švédštiny. Pro české divadlo libreto upravil Josef Thám. Další jeho opery již takový úspěch neměly.
O datu narození a úmrtí se vedly spory.

## Dílo
Zkomponoval 6 symfonií, které jsou však ztraceny. Ve sbírce La melodie Germanica, která vyšla v Paříži v roce 1758, jsou uvedeny jeho skladby spolu se skladbami Jana Václava Stamice, Františka Xavera Richtera a George Christopha Wagenseila.
Několik skladeb z té doby signovaných jménem Kohout bylo nalezeno i v českých archivech. Autorství je však nejisté.

## České provedení
V Česku uvedlo v roce 1941 Kohoutova Zámečníka divadlo D 41 E. F. Buriana. První část představení tvořil melodram Jiřího Antonína Bendy Ariadna na Naxu .

### Instrumentální skladby
- 6 sonát pro housle, violoncello a cembalo (Paříž, okolo roku 1763)
- 8 trií pro cembalo, harfu nebo loutnu s doprovodem houslí a kontrabas (Paříž, 1767).
- Sonates pro cembalo a loutnu (autorství nejisté, vydáno v Paříži pod jménem Kohault)

### Chrámová hudba
- Salve Regina pro sbor, violoncello a orchestr (1763)
- Dominus regnavit (1764)
- Cantate Dominum

### Opery
- Le Serrurier (1764)
- Le Tonnelier (pasticcio společně s jinými skladateli, 1765)
- La Bergère des Alpes (1766)
- Sophie, ou le Mariage caché (1768)
- La Closière, ou le Vin nouveau, (Fontainebleau, 1770)